# Four Corners (Canada)
Pour les articles homonymes, voir Four Corners.

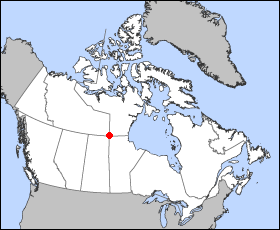
Carte indiquant la position des Four Corners à l'intérieur du Canada.

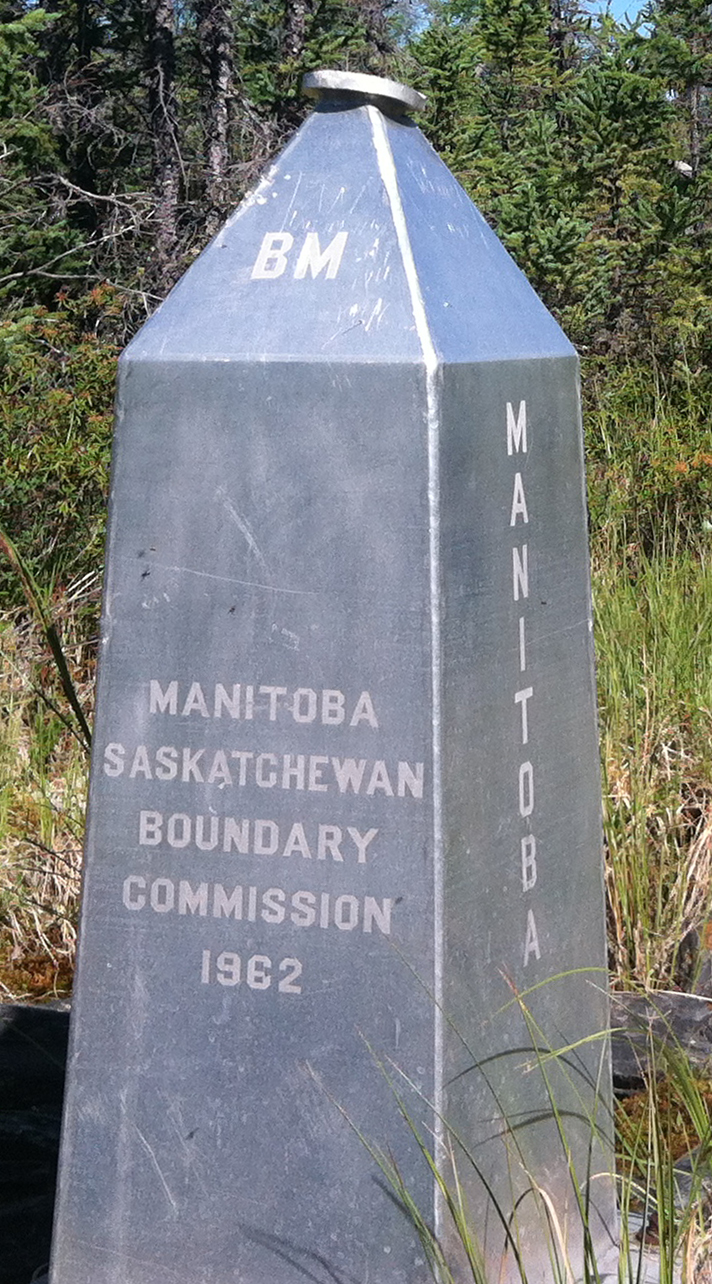
Obélisque marquant le tripoint devenu quadripoint.

Les Four Corners (« quatre coins » en anglais) est l'unique point du territoire du Canada où quatre provinces ou territoires se touchent (Manitoba, Nunavut, Saskatchewan et Territoires du Nord-Ouest).

## Origine et localisation
Auparavant un simple tripoint, le quadripoint fut créé le 1er avril 1999 avec la naissance du Nunavut. Il est situé sur la côte sud du lac Kasba, dans une zone extrêmement isolée, à des centaines de kilomètres de toute route, chemin de fer ou aéroport.
Le point est mis en évidence par un obélisque en aluminium d'un mètre de haut, érigé en 1962 (avant la création du Nunavut) pour indiquer l'intersection des frontières entre le Manitoba, la Saskatchewan et les districts désormais disparus de Keewatin et de Mackenzie, dans les Territoires du Nord-Ouest.